# Biłgorajszczyzna

Herb szlachecki Korczak, którym pieczętował się ród Gorajskich, jest elementem herbów m.in. Biłgoraja, Goraja i Szczebrzeszyna

Biłgorajszczyzna, Ziemia biłgorajska – określenie regionu geograficznego w południowo-wschodniej Polsce, na pograniczu województw lubelskiego i podkarpackiego.
Zasięg obszaru Biłgorajszczyzny jest różny w zależności od kontekstu, w jakim jest używane to pojęcie. W większej części pokrywa się on z zasięgiem takich regionów, jak Lubelszczyzna i Zamojszczyzna.
Określenie "Biłgorajszczyzna" w języku potocznym stało się rzadziej używane po reformie administracyjnej z 1975 i powstaniu województwa zamojskiego, kiedy to przyjęło się określać obszar całości tego województwa mianem Zamojszczyzny.

## Kontekst administracyjno-historyczny
Obecnie nazwa "Biłgorajszczyzna" jest najczęściej używana jako określenie obszaru, który objęty jest aktualnymi granicami powiatu biłgorajskiego w województwie lubelskim. Pojęcie w takim rozumieniu jest stosowane m.in. przez instytucje samorządowe, media oraz często w języku potocznym.
Ze względu na fakt, że powiat biłgorajski w przeszłości miał inny zasięg terytorialny niż obecnie, mianem Biłgorajszczyzny często określa się także obszary, które dzisiaj znajdują się poza jego granicami:
- wschodnią część obszaru powiatu niżańskiego, a w szczególności teren gmin Krzeszów i Harasiuki (dawniej gminy Huta Krzeszowska);
- wschodnią część obszaru powiatu janowskiego, a w szczególności teren gminy Dzwola (dawniej gminy Kocudza).

Na łączność okolic Krzeszowa, Rudnika nad Sanem i Harasiuk z Biłgorajszczyzną – mimo że obecnie są to tereny przyporządkowane do województwa podkarpackiego – mocno wpływają uwarunkowania historyczne. Obszar ten w okresie zaborów stanowił część "kongresowego" Królestwa Polskiego (jak Biłgoraj i województwo lubelskie), a nie Galicji i Lodomerii (jak Nisko i reszta województwa podkarpackiego). Wyłączenie tych ziem spod jurysdykcji Biłgoraja nastąpiło dopiero w efekcie reformy administracyjnej w 1975. Z okolicami Krzeszowa związanych było wiele osób, które odegrały istotną rolę w historii Biłgoraja (m.in. Wanda Wasilewska, Józef Dechnik).
Znacznie rzadziej do Biłgorajszczyzny zaliczana jest zachodnia część powiatu zamojskiego. Odnosi się to do okolic Zwierzyńca (jest geograficznie bliższy Biłgorajowi niż Zamościowi, znajdował się w powiecie biłgorajskim w latach 1940-1943), Radecznicy i Szczebrzeszyna (ma historyczne powiązania z rodem Gorajskich, znajdował się w powiecie biłgorajskim w latach 1940-1943).

## Kontekst etnograficzny
Pojęcie Biłgorajszczyzny odgrywa istotną rolę w badaniach etnograficznych, ze względu na specyfikę kultury ludowej tego obszaru. Znaczną odrębność zwyczajów ludowych ziemi biłgorajskiej zaznaczał m.in. Oskar Kolberg. Tak samo Józef Sokołowski, spisując pieśni okolic Biłgoraja, prowadził badania na obszarze nie tylko zawężającym się do powiatu biłgorajskiego w granicach dzisiejszych, lecz także obejmującym wspomniane wyżej gminy.
Anna Czekanowska-Kuklińska zwraca uwagę na odrębność dialektu ludności Biłgorajszczyzny, przy czym obszar ten obejmuje powiat biłgorajski, część krasnostawskiego i część zamojskiego.
Pomocny w wyznaczeniu granic etnograficznej Biłgorajszczyzny jest zasięg występowania stroju biłgorajskiego. Według Barbary Kazanowskiej-Jareckiej jest to obszar od Majdanu Sieniawskiego na południu do miasta Biłgoraj na północy, oraz od Huty Krzeszowskiej na zachodzie do Łukowej na wschodzie. J. Świeży rozszerza ten obszar o okolice Dzwoli, Kocudzy, Frampola, Goraja, Gorajca i Radecznicy.
Oprócz zakresu występowania dialektu i stroju biłgorajskiego etnograficzną Biłgorajszczyznę wyznaczają regionalna kuchnia, muzyka, zwyczaje ludowe. Na znaczną odrębność kultury tego obszaru wpłynął w dużej mierze fakt długotrwałej izolacji komunikacyjnej – był to teren z jednej strony zamknięty przez Puszczą Solską, a z drugiej przez granicę "kongresowego" Królestwa Polskiego z Galicją.

## Biłgorajszczyzna a regiony geograficzne
Pod względem regionalizacji fizycznogeograficznej Polski Biłgorajszczyzna rozciąga się na obszarze Roztocza Środkowego, Równiny Biłgorajskiej, Płaskowyżu Tarnogrodzkiego. Dużą rolę w wytworzeniu się specyfiki kultury ziemi biłgorajskiej ma fakt, że znaczna część tego terenu jest pokryta lasami Puszczy Solskiej.

## Ważniejsze miejscowości
- Miasta: Biłgoraj, Frampol, Goraj, Józefów, Tarnogród.
- Osady – dawne miasta: Krzeszów, Turobin.
- Wsie – siedziby gmin: Aleksandrów, Biszcza, Dzwola, Harasiuki, Księżpol, Łukowa, Obsza, Potok Górny, Tereszpol.